# Мир, Лењин, СССР
Мир, Лењин, СССР (рус. Мир, Ленин, СССР) је прва порука коју је људска врста упутила ванземаљским цивилизацијама. Порука је послата 1962. са совјетског радарског система Плутон (АДУ-1000) код Јевпаторија на Криму. Упућена је ка Венери, а сигнал је након тога наставио да путује даље ка сазвежђу Ваге. Написана је на морзеовој азбуци.
Порука је послата из два дела, прва порука "Мир" (-- .. .-.) која на руском има двојако значење где означава мир и свет, послата је 19. новембра ка Венери, а сигнал који се рефлектовао о Венеру стигао је назад на Земљу за 4 минута и 32.7 секунди. Други део поруке Лењин (.-.. . -. .. -.) и СССР (... ... ... .-.), послат је 24. новембра и рефлектовао се назад ка Земљи за 4 минута и 44.7 секунди. До новембра 2019. сигнал је прешао раздаљину од 57 светлосних година.
Мир, Лењин, СССР представља зачетак СЕТИ програма који има за циљ да открије постојање постојећих интелигентних ванземаљских цивилизација. Дванаест година након ове поруке, амерички научници ће помоћу радио телескопа Аресибо такође послати поруку упућену ванземаљским цивилизацијама.